# Теммен-Рінгенвальде

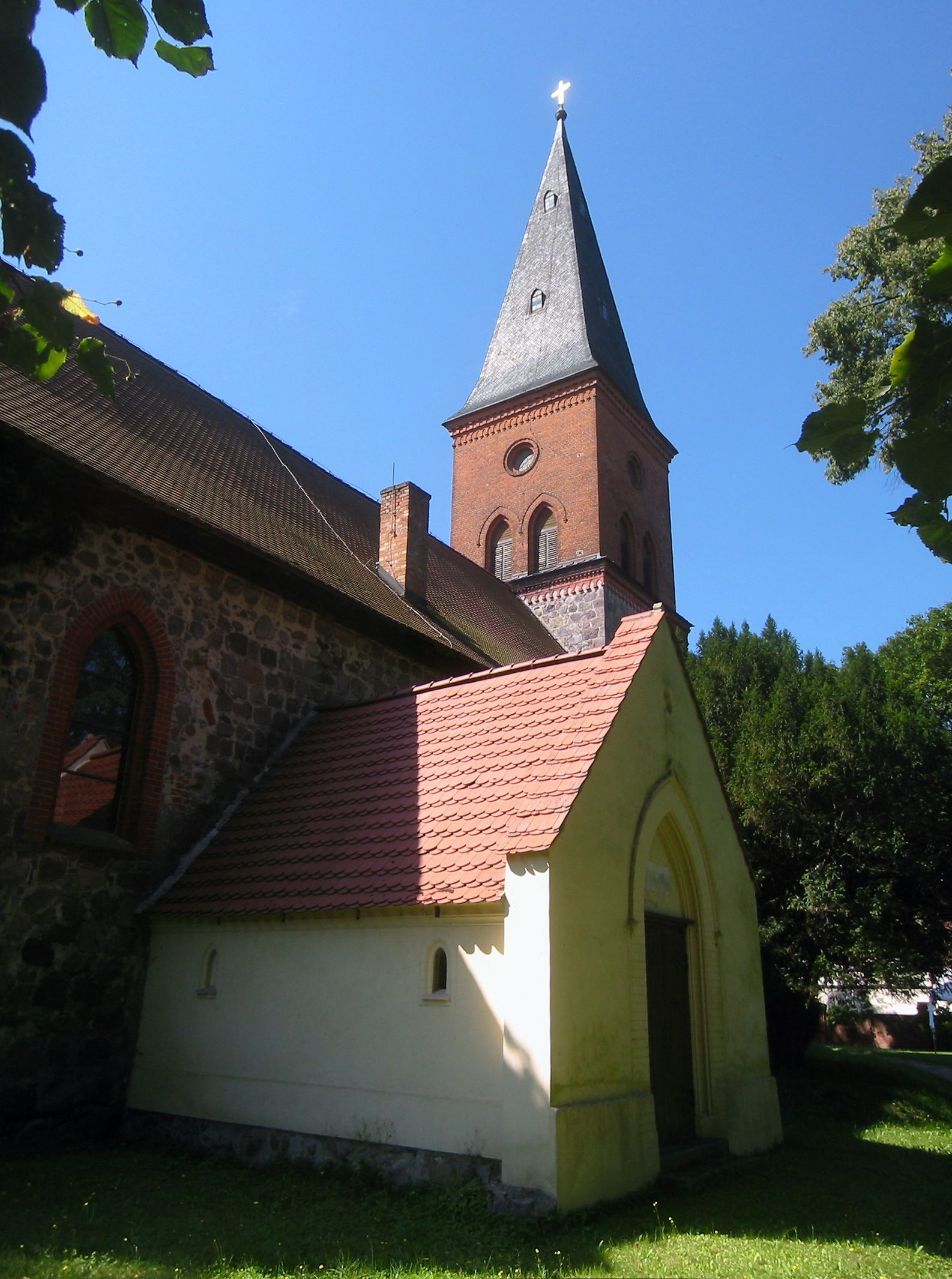
Сільська церква

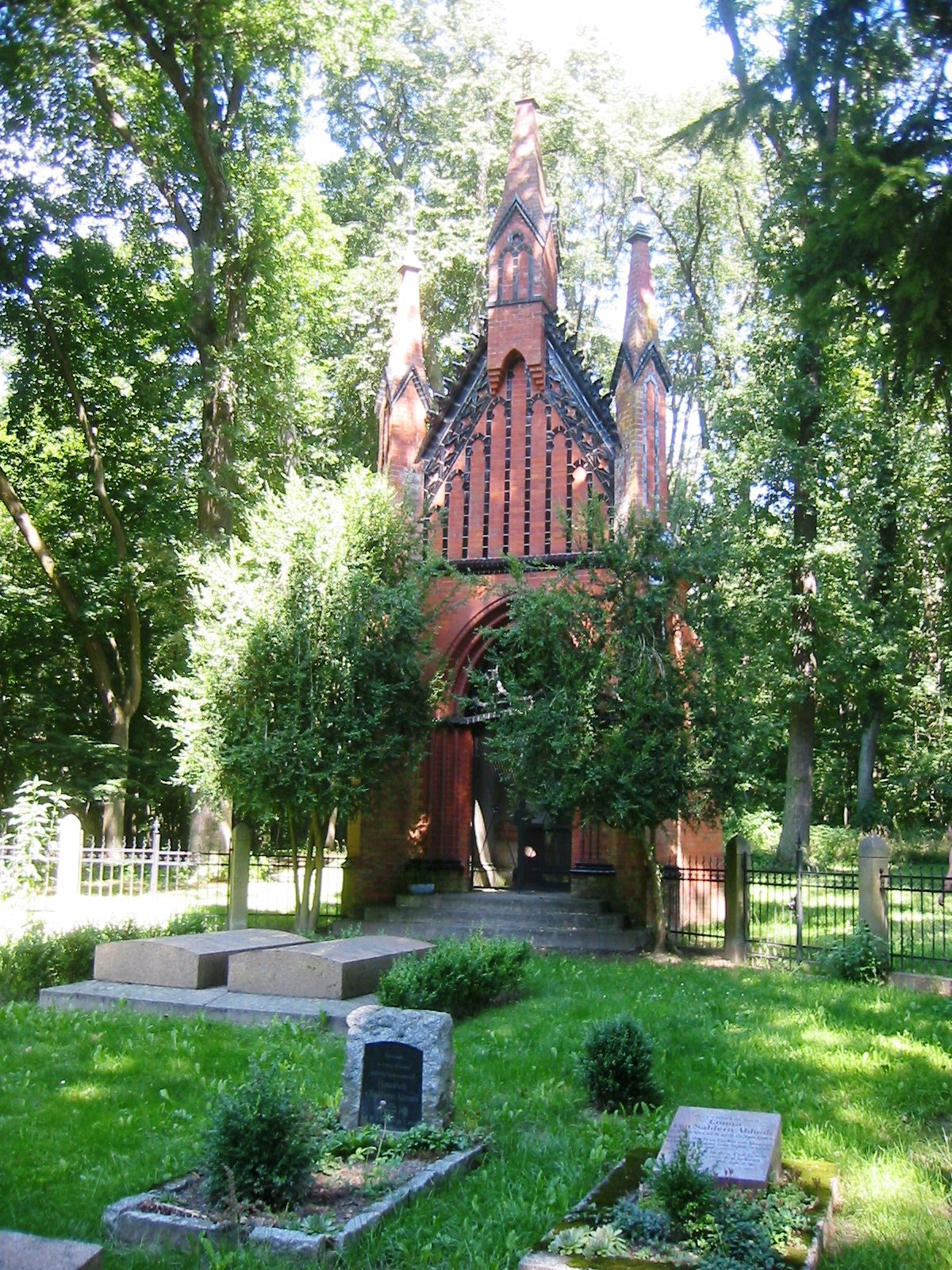
Erbbegräbnisstätte Ahlimb/Saldern im Park

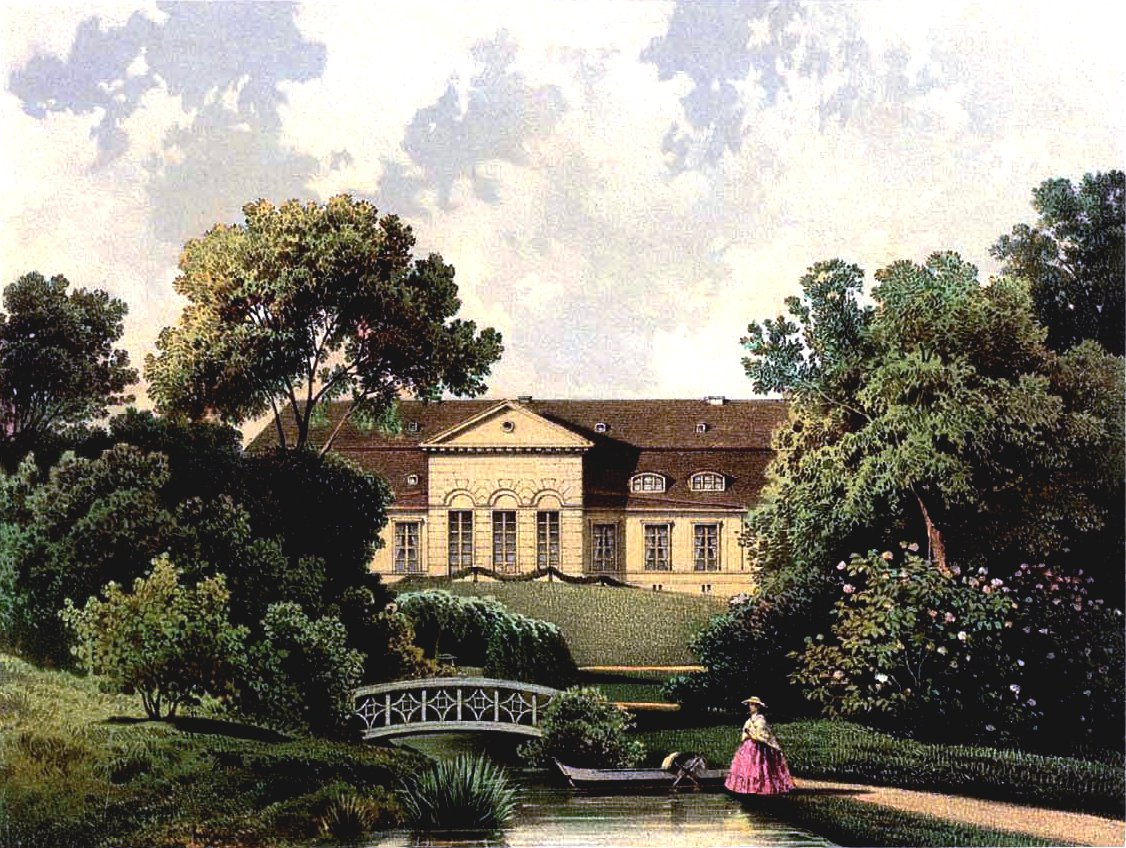
Замок у 1860, колекція Олександра Дункера

Теммен-Рінгенвальде (нім. Temmen-Ringenwalde) — громада у Німеччині, у землі Бранденбург. 
Входить до складу району Уккермарк. Підпорядковується управлінню Герсвальде. Населення - 623 мешканці (на 31 грудня 2010). Площа - 63,18 км². Офіційний код  — 12 0 73 569. 

## Населення
| Рік  | Населення |
| ---- | --------- |
| 2005 | 739       |
| 2010 | 639       |